# Extreme
Extreme és un grup de rock estatunidenc que assolí gran popularitat en la dècada de 1980 i principis de la dècada de 1990.
Algunes de les influències d'Extreme són Queen, Led Zeppelin i Van Halen (Gary Cherone s'uní a Van Halen per un temps per després retirar-se). Extreme classifica la seua música com "Funky metal".
Extreme ha publicat cinc àlbums d'estudi, dos EP (en Japó) i dos compilacions des de la seua formació. La banda va ser una de les més reeixides dels de principis dels anys 1990, amb la venda de més de 10 milions d'àlbums en tot el món. Extreme saltà a la fama en 1990 amb l'àlbum Pornograffitti, que arribà al punt límit en el número 10 en la Billboard 200 i fou certificat d'or en maig de 1991 i 2x multi-platí en octubre de 1992. Aquest àlbum també comptà amb la balada acústica hit single "More Than Words" (Més que paraules), que abastà el número 1 en Billboard Hot 100 en els Estats Units.
Posteriorment van editar l'àlbum III Sides of every story (1992) i Waiting for the punchline (1995). Després d'aquest darrer àlbum es van dissoldre, tot i que van reaparèixer fugaçment als escenaris al 2004 i al 2006.

## Línia del tempsː Àlbums, singles i formacions
| Anys | Àbums                                                    | Àbums                                                    | Singles                  | Singles          | Singles          | Singles                                | Veu              | Guitarra         | Teclats          | Guitarra rítmica       | Baix         | Bateria i percussions | Bateria i percussions |
| Anys | Àbums                                                    | Àbums                                                    | Singles                  | Singles          | Singles          | Singles                                | Veu              | Cors             | Cors             | Cors                   | Cors         | Bateria i percussions | Bateria i percussions |
| ---- | -------------------------------------------------------- | -------------------------------------------------------- | ------------------------ | ---------------- | ---------------- | -------------------------------------- | ---------------- | ---------------- | ---------------- | ---------------------- | ------------ | --------------------- | --------------------- |
| 1985 |                                                          |                                                          |                          |                  |                  |                                        | Gary Cherone     | Nuno Bettencourt | Nuno Bettencourt | Hal Lebeaux            | Paul Mangone | Paul Geary            | Paul Geary            |
| 1986 |                                                          |                                                          |                          |                  |                  |                                        | Gary Cherone     | Nuno Bettencourt | Nuno Bettencourt |                        | Paul Mangone | Paul Geary            | Paul Geary            |
| 1987 | Pat Badger                                               |                                                          |                          |                  |                  |                                        | Gary Cherone     | Nuno Bettencourt | Nuno Bettencourt |                        |              | Paul Geary            | Paul Geary            |
| 1988 | Pat Badger                                               |                                                          |                          |                  |                  |                                        | Gary Cherone     | Nuno Bettencourt | Nuno Bettencourt |                        |              | Paul Geary            | Paul Geary            |
| 1989 | Pat Badger                                               | Extreme                                                  | Extreme                  | Little girls     | Kid ego          | Mutha (don't wanna go to school today) | Gary Cherone     | Nuno Bettencourt | Nuno Bettencourt | Play with me           |              | Paul Geary            | Paul Geary            |
| 1990 | Pat Badger                                               | Extreme IIː Pornograffitti                               | Extragraffitti           | Decadence dance  | Decadence dance  | Get the funk out                       | Get the funk out | Nuno Bettencourt | Nuno Bettencourt |                        |              | Paul Geary            | Paul Geary            |
| 1991 | Pat Badger                                               |                                                          |                          | More than words  | More than words  | Hole hearted                           | Hole hearted     | Nuno Bettencourt | Nuno Bettencourt |                        |              | Paul Geary            | Paul Geary            |
| 1992 | Pat Badger                                               | III Sides to every story                                 | III Sides to every story | Song for love    | Song for love    | Rest in peace                          | Rest in peace    | Nuno Bettencourt | Nuno Bettencourt |                        |              | Paul Geary            | Paul Geary            |
| 1993 | Pat Badger                                               |                                                          |                          | Stop the world   | Stop the world   | Tragic comic                           | Gary Cherone     | Nuno Bettencourt | Nuno Bettencourt | Am I ever gonna change |              | Paul Geary            | Paul Geary            |
| 1994 | Pat Badger                                               |                                                          |                          |                  |                  |                                        | Gary Cherone     | Nuno Bettencourt | Nuno Bettencourt |                        |              | Paul Geary            | Paul Geary            |
| 1995 | Pat Badger                                               | Waiting for the punchline                                | Running gag              | Hip Today        | Hip Today        | Cynical                                | Cynical          | Nuno Bettencourt | Nuno Bettencourt | Mike Mangini           | Mike Mangini |                       |                       |
| 1996 | Pat Badger                                               |                                                          |                          |                  |                  |                                        | Gary Cherone     | Nuno Bettencourt | Nuno Bettencourt | Mike Mangini           | Mike Mangini |                       |                       |
| 1998 | The best of Extremeː An accidental collocation of atoms? | The best of Extremeː An accidental collocation of atoms? |                          |                  |                  |                                        | Gary Cherone     |                  |                  |                        |              |                       |                       |
| 2002 | The collection                                           | The collection                                           |                          |                  |                  |                                        | Gary Cherone     |                  |                  |                        |              |                       |                       |
| 2004 |                                                          |                                                          |                          |                  |                  |                                        | Gary Cherone     | Nuno Bettencourt | Steve Ferlazzo   |                        | Carl Restivo | Paul Geary            | Mike Mangini          |
| 2005 | Laurent Duval                                            | Paul Geary                                               | Paul Geary               |                  |                  |                                        | Gary Cherone     | Nuno Bettencourt | Steve Ferlazzo   |                        |              |                       |                       |
| 2006 | Pat Badger                                               | Paul Geary                                               | Paul Geary               |                  |                  |                                        | Gary Cherone     | Nuno Bettencourt | Steve Ferlazzo   |                        |              |                       |                       |
| 2007 | Pat Badger                                               | Nuno Bettencourt                                         | Nuno Bettencourt         | Kevin Figueiredo | Kevin Figueiredo |                                        | Gary Cherone     |                  |                  |                        |              |                       |                       |
| 2008 | Pat Badger                                               | Nuno Bettencourt                                         | Nuno Bettencourt         | Kevin Figueiredo | Kevin Figueiredo | Saudades de rock                       | Saudades de rock | Star             | Star             | Star                   | Star         |                       |                       |
| 2009 | Pat Badger                                               | Nuno Bettencourt                                         | Nuno Bettencourt         | Kevin Figueiredo | Kevin Figueiredo |                                        | Gary Cherone     |                  |                  |                        |              |                       |                       |
| 2010 | Pat Badger                                               | Nuno Bettencourt                                         | Nuno Bettencourt         | Kevin Figueiredo | Kevin Figueiredo | Take us alive                          | Take us alive    |                  |                  |                        |              |                       |                       |